# قانونية العملات المعماة حسب البلد أو الإقليم
يختلف الوضع القانوني للعملات المعماة بشكل كبير من بلد إلى آخر ولا يزال غير محدد أو متغير في كثير منها. في حين أن غالبية البلدان لا تعتبر استخدام البيتكوين نفسه غير قانوني (باستثناء: بنغلاديش وبوليفيا والإكوادور وقيرغيزستان ونيبال)، ووضعها كأموال (أو سلعة) يختلف، مع تبعات تنظيمية مختلفة. وبينما سمحت بعض البلدان صراحة باستخدامها وتجارتها، فإن البعض الآخر حظرها أو قيدها. وبالمثل، فقد صنفت مختلف الوكالات الحكومية والإدارات والمحاكم البيتكوين بشكل مختلف. وعلى الرغم من أن هذه المقالة توضح الوضع القانوني للعملات المعماة، فالتقنين والحظر الذي يطبق على هذه العملة المعماة فغالبا ما يطبق أيضا على أنظمة أخرى مماثلة لها.

## التفاصيل حسب الاتحاد
| البلد أو الإقليم | الوضع القانوني |
| ---------------- | --- |
| الاتحاد الأوروبي | قانوني لم يصدر الاتحاد الأوروبي أي تشريع محدد يتعلق بوضع البتكوين كعملة، ولكنه ذكر أن ضريبة القيمة المضافة / ضريبة السلع والخدمات لا تنطبق على التحويل بين العملة التقليدية (النقد الإلزامي) والبيتكوين. ضريبة القيمة المضافة / ضريبة السلع والخدمات والضرائب الأخرى (مثل ضريبة الدخل) لا تزال تنطبق على المعاملات التي تتم باستخدام البيتكوين للسلع والخدمات. :الاتحاد الأوروبي في أكتوبر 2015، قضت محكمة العدل في الاتحاد الأوروبي بأن "تبادل العملات التقليدية بوحدات العملة الافتراضية" بيتكوين "معفى من ضريبة القيمة المضافة" وأنه "يجب على الدول الأعضاء أن تعفي، في جملة أمور، المعاملات المتعلقة بالعملة، الأوراق النقدية والقطع النقدية المستخدمة في المناقصة القانونية "، مما يجعل بيتكوين عملة بدلا من كونها سلعة. ووفقا للقضاة، لا ينبغي فرض ضريبة لأن البيتكوين ينبغي أن يعامل كوسيلة للدفع. ووفقا للبنك المركزي الأوروبي، لا تنطبق قوانين القطاع المالي التقليدي على بيتكوين لأنه لا ينطوي على جهات فاعلة مالية تقليدية.:5 غير أن آخرين في الاتحاد الأوروبي ذكروا أن القواعد الحالية يمكن توسيعها لتشمل بيتكوين وشركات بيتكوين. يصنف البنك المركزي الأوروبي بيتكوين كعملة افتراضية لا مركزية قابلة للتحويل.:6 وفي يوليو / تموز 2014، نصحت السلطة المصرفية الأوروبية البنوك الأوروبية بعدم التعامل بشكل افتراضي بعملات مثل بيتكوين حتى يتم وضع نظام تنظيمي. في عام 2016، تم إرسال اقتراح البرلمان الأوروبي إلى المفوضية الأوروبية للنظر فيه والذي تضمن مقترح إنشاء لجنة عمل لمراقبة العملات الافتراضية لمكافحة غسل الأموال والإرهاب، وهو ما تم تمريره من قبل 542 صوتا مقابل 51 مع امتناع 11 عضوا عن التصويت. قدمت المفوضية الأوروبية أيضا بشكل خاص اقتراحا "موازيا" يهدف إلى منع تقنيات التهرب الضريبي كما كشفت عنها وثائق بنما. في عام 2017 تم الكشف عن أن الاقتراح يتطلب تبادلات العملة المشفرة والمحافظ المشفرة لتحديد النشاطات المشبوهة. |
| G7               | قانوني وفي عام 2013، أصدرت فرقة العمل المعنية بالإجراءات المالية التابعة لمجموعة السبع البيان التالي في المبادئ التوجيهية التي يمكن أن تنطبق على الشركات المعنية بإرسال البيتكوين وعملات أخرى. "قد تواجه خدمات الدفع على الإنترنت التي تسمح بتمويل طرف ثالث من مصادر مجهولة خطر متزايد لغسل الأموال / تمويل الإرهاب ". وخلصوا إلى أن ذلك قد يشكل "تحديات للبلدان في مجال مكافحة غسل الأموال ومكافحة تمويل الإرهاب ومراقبته". |

## التفاصيل حسب البلد أو الإقليم

### أفريقيا

#### شمال أفريقيا
| البلد أو الإقليم | الوضعية القانونية |
| ---------------- | --- |
| الجزائر          | غير قانوني في الجزائر، البيتكوين غير قانونية حاليا. وفقا للقرار الحكومي الصادر بتاريخ 28 ديسمبر 2017 عن الجريدة الرسمية لقرارات الحكومة المصادق عليها من طرف الحكومة المادة 117 : "يمنع شراء العملة الافتراضية وبيعها وحيازتها" وأضافت نص للمادة كمتمم "العملة الإفتراضية هي تلك التي يستعملها مستخدمو الانترنت عبر الشبكة العنكبوتية، وهي تتميز بغياب الدعامة المادية كالقطع والأوراق النقدية، وعمليات الدفع بالصك أو بالبطاقة البنكية" ووفقا المادة 117 من قانون المالية، فإن مخالفي هذا الأمر يعاقبون وفق القوانين السارية المفعول. وكانت جريدة هافينغتون بوست، قد نشرت أن الجزائر سوف تمنع البيتكوين في قانون المالية الجديد لعام 2018 (المادة 113 من القانون)". |
| المغرب           | غير قانوني في 15 نوفمبر 2017 قدمت شركة الخدمات الرقمية إم تي دي إس البيتكوين كوسيلة للدفع مقابل خدماتها في المغرب. وفي 20 نوفمبر 2017، أصدر مكتب الصرف بيانا عاما أعلن فيه أن "مكتب الصرف يرغب في إعلام الجمهور بأن المعاملات عن طريق العملات الافتراضية تشكل انتهاكا للوائح الصرف، وتكون عرضة للعقوبات والغرامات المنصوص عليها في [ القوانين القائمة] السارية ".” وفي اليوم التالي، ردت السلطات النقدية أيضا في بيان صادر عن وزارة الاقتصاد والمالية وبنك المغرب والهيئة المغربية لسوق الرساميل، حذروا من المخاطر المرتبطة بالبيتكوين كافتقادها لحماية المستهلك وتقلبات سعر صرفها وامكانية استخدامها في " أغراض إجرامية، بما في ذلك غسل الأموال وتمويل الإرهاب " كما أنها لا تمثثل للقوانين الجاري بها العمل في 19 ديسمبر 2017 قال عبد اللطيف الجوهري والي بنك المغرب في مؤتمر صحافي عقده في الرباط أثناء الاجتماع الفصلي الأخير لمجلس بنك المغرب لعام 2017، أن البيتكوين ليست عملة وإنما هي "أصل مالي" أكثر مماهي "عملة " كونها لا تستجيب لثلات معايير أساسية في العملات وهي: أن تكون وسيلة للأداء، وتشكل احتياطيا للقيمة وأن تكون أداة "ادخار" والبيتكوين لا تستجيب لهذه المعايير". وحذر كذالك من مخاطرها ودعا إلى وضع إطار لاستخدامها لحماية المستهلك. وأضاف كذلك أن الرقمنة أداة لا محيد عنها. |
| مصر              | غير قانوني طبقا لقانون البنك المركزي المصري رقم 194 لسنة 2020، يعاقب بالحبس أو وبغرامة لا تقل عن مليون جنيه ولا تجاوز عشرة ملايين جنيه، أو بإحدى هاتين العقوبتين كل من خالف أيًا من أحكام المادة 206 من قانون البنك المركزي والجهاز المصرفي. كما نص القانون على أنه في حالة العودة لمخالفة أحكام المادة 206 من القانون، يحٌكم بالحبس والغرامة معًا. وتنص المادة 206 من القانون على: “يحظر إصدار العملات المشفرة أو النقود الإلكترونية، أو الاتجار فيها، أو الترويج لها أو إنشاء أو تشغيل منصات لتداولها أو تنفيذ الأنشطة المتعلقة بها، بدون الحصول على ترخيص من مجلس إدارة البنك المركزي طبقا للقواعد والإجراءات التي يحددها”. |

#### غرب أفريقيا
| البلد أو الإقليم | الوضع القانوني |
| ---------------- | --- |
| نيجيريا          | قانوني وحتى 17 يناير 2017، أصدر مصرف نيجيريا المركزي تعميما لإبلاغ جميع المصارف النيجيرية بأن المعاملات المصرفية البيتكوين وغيرها من العملات الافتراضية قد تم حظرها في نيجيريا. ومع ذلك، خلال نفس السنة، أوضح بنك نيجيريا المركزي (من خلال نائب مدير نظام البنوك والمدفوعات، موسى إيتوبا جيموه) البلاغ وموقفه من البيتكوين، مشيرا إلى أن الكثير من الناس أساءو فهم التحذير الأخير للبنك المركزي. وأشار إلى أن "البنك المركزي لا يستطيع السيطرة على البيتكوين أو تنظيمه، ولا يمكن للبنك المركزي أن يسيطر على سلسلة الكتل أو تنظيمها، تماما كما لا يسيطر أحد على الإنترنت أو ينظمها، فنحن لا نملكها". في وقت لاحق، تم إنشاء لجنة من قبل بنك نيجيريا المركزي ومؤسسة التأمين على الودائع في نيجيريا للنظر في إمكانية اعتماد البلاد على تكنولوجيا البيتكوين والعملات الرقمية الأخرى - سلسلة الكتل. وقد قدمت اللجنة تقريرها لكن "العديد من اللجان الفرعية لا تزال تعمل على هذا الموضوع" وفقا لمدير دائرة المصارف والمدفوعات في بنك سي بي إن، السيد ديبو فاتوكون. |

#### أفريقيا الجنوبية
| البلد أو الإقليم | الوضع القانوني |
| ---------------- | --- |
| جنوب أفريقيا     | قانوني في ديسمبر 2014، أصدر مصرف الاحتياط في جنوب أفريقيا ورقة موقف بشأن العملات الافتراضية أعلن فيها أن العملة الافتراضية "لا تتمتع بوضع قانوني أو إطار تنظيمي".                                            |
| ناميبيا          | قانوني في سبتمبر 2017، أصدر مصرف ناميبيا ورقة موقف بشأن ترخيص العملات الافتراضية حيث أنه لا يسمح بتبادل العملات المعماة ولا يمكن أن تكون مقبولة كوسيلة دفع للسلع والخدمات.                                   |
| زيمبابوي         | قانوني بنك الاحتياطي الزيمبابوي متشكك حول البيتكوين ولم يسمح رسميا باستخدامه. مع ذلك ففي 5 أبريل 2017، حصلت بيتماري، منصة سلسلة الكتل الإفريقية على رخصة، من خلال شريكها المصرفي، أغريبانك، للعمل في البلاد. |

### الأمريكتان

#### أمريكا الشمالية
| البلد أو الإقليم | الوضع القانوني |
| ---------------- | --- |
| كندا             | قانوني يبدو أن بيتكوين مصنفة وفقا للأحكام الحالية في قانون أمن الممتلكات الشخصية (كندا) ببساطة على شكل "أصول غير ملموسة". ومن المتوقع أن تنظم بيتكوين بموجب قوانين مكافحة غسل الأموال وتمويل الإرهاب في كندا، استنادا إلى مشروع قانون الموازنة الاتحادية (C-31)، الذي صدر في عام 2014. ويجب سن القوانين قبل بدء سريان هذا الحكم، على أنه، متى كان ذلك فمن المتوقع أن "المتعاملين بالعملة الرقمية" سيتم تنظيمهم باعتبارهم شركات خدمات المال. وقد أعلن مكتب مصارف المالية، وهو الجهة التنظيمية في مقاطعة كيبيك، أن بعض نماذج الأعمال المتعلقة بالبيتكوين بما في ذلك التبادلات وأجهزة الصراف الآلي تنظم بموجب قانون إن إس بي الحالي. |
| الولايات المتحدة | قانوني صنفت وزارة الخزانة الأمريكية البيتكوين كعملة افتراضية لا مركزية قابلة للتحويل في عام 2013. لجنة تداول العقود الآجلة للسلع، صنفت بيتكوين كسلعة في سبتمبر 2015. بالنسبة لدائرة الغيرادات الداخلية، يتم فرض ضريبة على بيتكوين كملكية. في سبتمبر 2016، قضى قاض اتحادي بأن "بيتكوين هي أموال ضمن المعنى العادي لهذا المصطلح". |
| المكسيك          | قانوني بيتكوين قانوني في المكسيك اعتبارا من عام 2017. ومن المقرر أن ينظمها قانون فينتيش. |

#### أمريكا الوسطى
| البلد أو الإقليم | الوضع القانوني                                                                  |
| ---------------- | ------------------------------------------------------------------------------- |
| نيكاراغوا        | قانوني تشير تقارير الأخبار إلى أن البيتكوين يجري استخدامها في البلاد.:Nicaragua |

#### الكاريبي
| البلد أو الإقليم | الوضع القانوني |
| ---------------- | --- |
| جامايكا          | قانوني أعلن بنك جامايكا (البنك المركزي الوطني)، علنا أنه يجب أن يخلق فرصا لاستغلال التكنولوجيات بما في ذلك العملات المعماة. وبناء على ذلك، سيقوم بنك جامايكا في عام 2017 بالشروع في حملة للتوعية بالعملات المعماة كجزء من زيادة المعرفة المالية العامة وفهم العملات المعماة. وتشير الدلائل إلى أن إشارات بنك جامايكا المبكرة تشير إلى إطارها العام بشأن "أنظمة خدمة الدفع الإلكتروني بالتجزئة" التي يمكن أن توضع على الاعتبارات الأولية للعملات المعماة.:Jamaica |
| ترينيداد وتوباغو | قانوني . |

#### أمريكا الجنوبية
| البلد أو الإقليم | الوضع القانوني |
| ---------------- | --- |
| الأرجنتين        | قانوني يمكن اعتبار بيتكوين كأموال، ولكن ليس عملة قانونية. ويمكن اعتبار البيتكوين منفعة أو شيئا بموجب القانون المدني في الأرجنتين، وقد تخضع المعاملات التي تجري بالبيتكوين لقواعد بيع السلع بموجب القانون المدني.:Argentina. |
| بوليفيا          | غير قانوني أصدر البنك المركزي البوليفي قرارا يمنع البيتكوين في عام 2014. |
| البرازيل         | قانوني غير منظم، وفقا لبيان صدر في عام 2014 عن مصرف البرازيل المركزي بشأن العملات المعماة، ولكنه لا يشجعه بسبب المخاطر التشغيلية. وفي نوفمبر 2017، أعاد مصرف البرازيل المركزي تأكيد هذا الوضع غير المنظم وغير المشجع. |
| تشيلي            | قانوني لا توجد قوانين على استخدام البيتكوين.:Chile |
| كولومبيا         | قانوني و 26 مارس 2014 من قبل سوبيرينتندنسيا فينانسيرا دي كولومبيا نص على أن استخدام البيتكوين غير منظم. |
| إكوادور          | غير قانوني أصدرت الحكومة الإكوادورية حظرا على بيتكوين والعملات الرقمية الأخرى. حظرت الجمعية الوطنية لإكوادور البيتكوين بما في ذلك العملات اللامركزية الرقمية / المعماة الأخرى، وذلك بسبب إنشاء نظام جديد لإدارة الأموال الإلكترونية التي تديرها الدولة. وسيخضع المشروع الجديد لإكوادور لسيطرة الحكومة ويرتبط مباشرة بالعملة المحلية - الدولار. وسيكون المستخدمون قادرين على دفع ثمن الخدمات المختارة وإرسال الأموال بين الأفراد. وكان من المقرر أن يبدأ هذا العمل في منتصف فبراير 2015. وقال ديجو مارتينيز، وهو مندوب رئيس الجمهورية لدى مجلس التنظيم والسياسة النقدية والمالية، إن "الأموال الإلكترونية مصممة لتشغيل ودعم النظام النقدي للدولرة". |

### آسيا

#### آسيا الوسطى
| البلد أو الإقليم | الوضع القانوني |
| ---------------- | --- |
| قيرغيزستان       | غير قانوني وفي يوليو 2014، أوضح بيان البنك الوطني لجمهورية قيرغيزستان أن "استخدام" العملة الافتراضية "، بيتكوين، على وجه الخصوص، كوسيلة للدفع في جمهورية قيرغيزستان سيكون انتهاكا ل قانون دولتنا." |

#### أوراسيا
| البلد أو الإقليم | الوضع القانوني                                    |
| ---------------- | ------------------------------------------------- |
| قبرص             | قانوني استخدام البيتكوين غير منظم في قبرص.:Cyprus |

#### غرب آسيا
| البلد أو الإقليم | الوضع القانوني |
| ---------------- | --- |
| اسرائيل          | قانوني واعتبارا من عام 2017، أصدرت السلطات الضريبية في إسرائيل بيانا قالت فيه إن بيتكوين وغيرها من العملات المعماة لن تقع ضمن التعريف القانوني للعملة، ولا أي من الضمانات المالية، وإنما من الأصول الخاضعة للضريبة. في كل مرة يباع فيها بيتكوين، على البائع أن يدفع ضريبة أرباح رأسمالية بنسبة 25٪. وسيتم التعامل مع التعدين وتجار البيتكوين كأعمال تجارية، وسوف تضطر لدفع ضريبة دخل الشركات، فضلا عن فرض ضريبة القيمة المضافة بنسبة 17٪. |
| السعودية         | قانوني لم يتم حظر بيتكوين من قبل أي طرف حكومي في المملكة العربية السعودية. وقد حذرت سلطة النقد العربي السعودي فقط من استخدامها لأنها عالية المخاطر ومعترف بها في السعودية، ولن يستفيد تجارها من أي حماية أو حقوق.[وثِّق الاقتباس] |
| الأردن           | قانوني أصدرت الحكومة الأردنية تحذيرا يثبط استخدام بيتكوين وأنظمة أخرى مماثلة. يحظر البنك المركزي الأردني على البنوك، وصرف العملات، والشركات المالية، وشركات خدمة الدفع من التعامل بالبيتكوين أو العملات الرقمية الأخرى. في حين أنه حذر الجمهور من مخاطر البيتكوين، وأنها ليست عملة قانونية، لا يزال البيتكوين يقبل من قبل الشركات الصغيرة والتجار.                                                                                        |
| لبنان            | قانوني أصدرت الحكومة اللبنانية تحذيرا يثني عن استخدام بيتكوين وأنظمة أخرى مماثلة. |
| فلسطين           | قانوني حذرت سلطة النقد الفلسطينية -التي تقوم بمهام البنك المركزي في فلسطين– من التعامل والاتجار بالعملات الافتراضية الإلكترونية. تحذير فلسطيني من التعامل بالعملات الافتراضية |

#### جنوب آسيا
| البلد أو الإقليم | الوضع القانوني |
| ---------------- | --- |
| بنغلاديش         | غير قانوني وفي سبتمبر 2014، قال بنك بنغلاديش إن "أي شخص يتم القبض عليه وهو يستخدم العملة الافتراضية يمكن أن يسجن بموجب القوانين الصارمة لمكافحة غسل الأموال في البلاد".                                            |
| الهند            | قانوني في ديسمبر 2013، أدلى نائب محافظ مصرف الاحتياطي الهندي، ك.ج.شاكرابارتي، ببيان مفاده أن مصرف الاحتياطي الهندي ليس لديه خطط لتنظيم البيتكوين.                                                                  |
| نيبال            | غير قانوني في 13 أغسطس 2017 أعلن بنك نيبال راسترا بيتكوين غير قانوني. |
| باكستان          | قانوني حتى مايو 2017، لا يعترف مصرف الدولة الباكستاني بالعملات الرقمية. (المجلس الاتحادي للإيرادات) يقوم بالتحقيق في التجارة بالعملات الرقمية للتهرب الضريبي وغسل الأموال. تجارة بيتكوين حاليا لا تنظمها القوانين. |

#### شرق اسيا
| البلد أو الإقليم              | الوضع القانوني |
| ----------------------------- | --- |
| الصين (جمهورية الصين الشعبية) | قانوني يمكن للأطراف الخاصة امتلاك والتجارة بالبيتكوين في الصين، بينما تحظر القوانين الشركات المالية مثل البنوك من ذلك.:China في 5 ديسمبر 2013، قام بنك الصين الشعبي بخطوة أولى في تقنين البيتكوين من خلال منع المؤسسات المالية من التعامل بالبيتكوين. وفي بيان على موقع البنك المركزى، قال بنك الصين الشعبي أن المؤسسات المالية وشركات الدفع لا تستطيع منح تسعير البيتكوين وشراءها وبيعها او تأمين منتجات مرتبطة بالبيتكوين. وفي 16 ديسمبر 2013، كانت هناك تكهنات بأن بنك الشعب الصيني قد أصدر حظرا جديدا على معالجات الدفع من طرف ثالث من القيام بأعمال تجارية بتبادل البيتكوين، بيد أن بيانا صادرا عن شركة "بي تي سي تشاينا" يشير إلى أن هذا ليس صحيح، بل إن معالجات الدفع قد سحبوا طواعية خدماتهم. في 1 أبريل 2014، أمر بنك الشعب الصيني البنوك التجارية وشركات الدفع بإغلاق حسابات التداول بالبيتكوين في غضون أسبوعين تجارة البيتكوين من قبل الأفراد قانونية في الصين. في 9 فبراير 2017، العديد من التبادلات بالبيتكوين تأخرت أوتوقفت في الصين توقفت خدمة بيتكوين، مع أو بدون الإعلان. بعض الإعلانات، إن لم يكن جميعها، يدعي أن أنشطة التنظيم قد اتخذت أو ينبغي اتخاذها. موارد الأخبار تظهر أيضا أنه على الرغم من أن هذه الأنشطة نفذها بنك الصين الشعبي، إلا أنها لم تتم عن طريق النهج القانوني، ولكن عن طريق "التعيين" بدلا من ذلك. ولم يقدم أي من المبادلات أو ادعت تلقي أي أوراق قانونية. ورافقت الحملة على بيتكوين وغيرها من العملات الافتراضية وسائل الاعلام الصينية تظهر مخاطر العملة الافتراضية كأداة للأنشطة الإجرامية. |
| هونغ كونغ                     | قانوني وفي 8 يناير 2014، تناول الأمين العام للخدمات المالية والخزانة البيتكوين في المجلس التشريعي لهونغ كونغ، الذي ينص على أنه "لا يوجد في هونغ كونغ حاليا أي قانون ينظم بشكل مباشر البيتكوين وغيرها من العملات الافتراضية من نوع مماثل، إلا أن قوانيننا القائمة (مثل قانون الجرائم المنظمة والجرائم الخطيرة) تفرض عقوبات على الأعمال غير المشروعة التي تنطوي على بيتكوين، مثل الغش أو غسل الأموال.":Hong Kong في نوفمبر 2013، قال الرئيس التنفيذي لسلطة هونغ كونغ المالية أن البيتكوين ليس سوى سلعة افتراضية. كما قرر أن البيتكوين لن يتم تنظيمها من قبل سلطة هونغ كونغ المالية. ومع ذلك، فإن السلطة سوف تراقب عن كثب استخدام البيتكوين محليا وتطورها في الخارج. |
| اليابان                       | قانوني تعترف اليابان رسميا بعملة بيتكوين والعملات الرقمية باعتبارها "وسيلة للدفع ليست عملة قانونية" (انظر المادة 2-5 من قانون خدمات الدفع في اليابان 25 مايو 2016). وفي مارس 2014، أجابت الحكومة اليابانية، ردا على سلسلة من الأسئلة التي طرحت في البرلمان الوطني، بقرار حكومي بشأن المعاملة القانونية للبيتكوين في شكل إجابات على الأسئلة. لا يرى القرار البيتكوين كعملة ولا سند بموجب القانون المصرفي الحالي والأدوات المالية وقانون الصرف، الذي يمنع البنوك وشركات الأوراق المالية من التعامل بالبيتكوين. ويقر القرار أيضا بأنه لا توجد قوانين تمنع الأفراد أو الكيانات القانونية دون قيد أو شرط من الحصول على بيتكوين مقابل سلع أو خدمات. قد تنطبق الضرائب على البيتكوين. وفقا لنيكي أسيان ريفيو، في فبراير 2016، "اقترح المنظمون الماليون اليابانيون التعامل مع العملات الافتراضية كوسيلة للدفع تعادل العملات التقليدية". مدينة هيروساكي تقبل رسميا التبرعات بالبيتكوين بهدف جذب السياح الدوليين وتمويل المشاريع المحلية. في عام 2017، اعترفت حكومة البلاد رسميا بالبيتكوين كوسيلة للدفع. |
| كوريا الجنوبية                | قانوني رغم أنه قانوني في البلد، فإن السلطات الكورية ستحاكم النشاط غير القانوني الذي يشمل بيتكوين وأدانت شخصا واحدا على الأقل لشراء المخدرات بالبيتكوين. لا توجد قوانين في كوريا الجنوبية تنظم استخدام بيتكوين في الوقت الحاضر.:South Korea في 12 ديسمبر 2013، أوصى رئيس بنك كوريا في مؤتمر صحفي بتنظيم بيتكوين في المستقبل. |
| تايوان                        | قانوني أجهزة الصراف الآلي للبيتكوين محظورة هنا:Taiwan ولكن البيتكوين يمكن شراؤها في أكثر من 6000 كشك المتاجر. وحذر المنظمون العامة من أن بيتكوين لا تتمتع بالحماية القانونية "، لأن العملة لا تصدر عن أي سلطة نقدية، وبالتالي لا يحق لها المطالبة القانونية أو ضمان التحويل". رغم أن البيتكوين قانوني في تايوان، فقد حذرت الهيئات التنظيمية المؤسسات المالية من أنه قد يتم اتخاذ الإجراءات التنظيمية اللازمة إذا ما استخدموها.:Taiwan في 6 ديسمبر 2013، بيرنغ فاي-نان قال إن بيتكوين يستخدم فقط في مجتمعات معينة. إلى جانب ذلك، رأى أيضا أن قيمة بيتكوين هي فقاعة ومتقلبة للغاية. ولذلك، نصح الجمهور بعدم المضاربة في البيتكوين لمنع الخسارة أثناء هذه العملية. ويراقب البنك المركزي عن كثب تطور بيتكوين ويخطط لفرض القوانين في المستقبل. وفي 31 ديسمبر 2013، أصدرت لجنة الإشراف المالي (جمهورية الصين) وسي بي سي بيانا مشتركا يحذر من استخدام البيتكوين. ويذكر أن البيتكوين لا يزال متقلبا للغاية، ومضاربا للغاية، وليس له الحق في المطالبات القانونية أو ضمان التحويل. في 5 كانون الثاني / يناير 2014، صرح رئيس مجلس الأمن الفدرالي تسنغ مينغ-تشونغ أن لجنة الإشراف المالي لن تسمح بتركيب أجهزة الصراف الآلي لبيتكوين في تايوان لأن بيتكوين ليست عملة، وينبغي أن لا تكون مقبولة من قبل الأفراد والبنوك والدفع. ومع ذلك، فعلى الرغم من هذا، ثلاثة من أربعة سلاسل المتاجر الرئيسية في تايوان توفر مشتريات بيتكوين من خلال أنظمة كشكها، وأكبر سلسلة تسمح الآن باستخدام البيتكوين في شراء السلع.                                      |

#### جنوب شرق آسيا
| البلد أو الإقليم | الوضع القانوني |
| ---------------- | --- |
| اندونيسيا        | قانوني حاليا بنك إندونيسيا ليس لديه سياسات مفصلة لتنظيم أو حظر استخدام بيتكوين. |
| ماليزيا          | قانوني في 4 نوفمبر 2013، التقى بنك نيغارا ماليزيا مع أنصار بيتكوين المحليين لمعرفة المزيد عن هذه العملة ولكن لم يعلق على الأمر في ذلك الوقت. أصدر البنك المركزي البنزي بيانا في 6 يناير 2014 بأن البيتكوين غير معترف به كعملة قانونية في ماليزيا. ولن يقوم البنك المركزي بتنظيم عمليات بيتكوين في الوقت الحالي، ويجب على المستخدمين إدراك المخاطر المرتبطة باستخدام بيتكوين.:Malaysia في 4 أكتوبر 2017، أعلن البنك المركزي الماليزي أن اتخاذ قرار بشأن ما إذا كان ينبغي حظر العملات المعماة في ماليزيا سيتم الحسم فيه قبل نهاية العام. |
| الفلبين          | قانوني في 6 مارس 2014، أصدر البنك المركزي الفليبيني بيانا حول المخاطر المرتبطة بتداول البيتكوين واستخدامها. في الآونة الأخيرة تم إضفاء الطابع القانوني على العملات الافتراضية والتبادلات بالعملات المعماة وتنظم الآن من قبل البنك المركزي الفلبيني (بانغكو سينترال نغ بيليبيناس) بموجب التعميم 944 |
| سنغافورة         | قانوني وفي ديسمبر 2013، أفادت التقارير بأن سلطة النقد في سنغافورة ذكرت أنه "سواء كانت الشركات تقبل البيتكوين مقابل سلعها وخدماتها أم لا فهو قرار تجاري لا تتدخل فيه سلطة النقد في سنغافورة".:Singapore في 22 سبتمبر 2013، حذرت سلطة النقد في سنغافورة المستخدمين من المخاطر المرتبطة باستخدام البيتكوين مشيرة إلى أنه "إذا توقفت البيتكوين عن العمل، قد لا يكون هناك طرف محدد مسؤول عن رد أموالهم أو بالنسبة لهم لطلب المساعدة" وفي ديسمبر 2013 ذكرت سلطة النقد في سنغافورة "أنه سواء كانت الشركات تقبل البيتكوين مقابل سلعها وخدماتها أم لا فهو قرار تجاري لا تتدخل فيه سلطة النقد في سنغافورة" وفي يناير 2014، أصدرت هيئة الإيرادات الداخلية في سنغافورة سلسلة من المبادئ التوجيهية الضريبية التي يمكن بموجبها معاملة معاملات بيتكوين على أنها تبادل مقايضة إذا تم استخدامها كطريقة دفع للسلع والخدمات الحقيقية. وسيتم فرض الضرائب على الشركات التي تتعامل بعملات البيتكوين على أساس مبيعاتهم من البيتكوين. |
| تايلند           | قانوني وكان الموقف الأولي لبنك تايلند في منتصف عام 2013 هوعدم التشجيع على استخدام البيتكوين، ومع ذلك فإن بنك تايلند مفتوح حاليا أمام بيتكوين بشرط وجود ضوابط مناسبة. التبادلات التايلندية التي تعتمد على البيتكوين يمكن فقط مبادلة العملات الرقمية بالباهت التايلندي وتتطلب العمل مع رخصة إدارة تطوير أعمال التجارة الإلكترونية التايلندية. كما يتعين عليها أن تكون لديها سياسات وإجراءات خاصة ب "اعرف عميلك" و"الحرص الواجب تجاه العميل"، وذلك وفقا لقواعد تنظيم القوانين الوزارية وإجراءات العناية الواجبة تجاه العميل، المرجع صفحة 8 المجلد 129 الفقرة 44 الجريدة الرسمية 23 ماي 2555 (2012). يجب الإبلاغ عن النشاطات المشبوهة إلى مكتب مكافحة غسل الأموال (تايلاند)، في التايلند. وتشجع لجنة الأوراق المالية والبورصة في تايلاند على الحصول على التمويل للشركات، بما في ذلك شركات التكنولوجيا الناشئة المحتملة، وتدرك إمكانات عرض العملة الأولي في الاستجابة للاحتياجات التمويلية للشركات الناشئة. في الحالات التي یشکل فیھا عرض العملة الأولي طرحا للأوراق المالیة، یتعین علی المصدر أن یمتثل للمتطلبات التنظیمیة المعمول بھا أصدر لجنة الأوراق المالية والبورصة في تايلاند وثيقة استشارة عامة أور تور نغور 34/2560 27 أكتوبر 2017 الموضوع: نهج تنظيمي بشأن طرح العملات الأولية |
| فيتنام           | قانوني التداول في بيتكوين في فيتنام لا يزال غير مقيد وغير منظم بموجب القانون، واثنين من أكبر أسواق بيتكوين في فيتنام - في بي تي سي وبيتكوين فيتنام تعمل دون قيود. في أغسطس 2017، وافق رئيس الوزراء الفيتنامي على خطة يمكن أن تجعل البلاد تعترف رسميا بالبيتكوين كشكل من أشكال الدفع بحلول نهاية عام 2018. أعلن بنك الدولة الفيتنامي أن إصدار وتوريد واستخدام بيتكوين وغيرها من العملات الافتراضية المماثلة غير قانوني كوسيلة للدفع وتخضع لعقوبات تتراوح بين 150 مليون إلى 200 مليون دونغ فيتنامي.، لكن الحكومة لا تحظر تداول بيتكوين كسلع أو أصول افتراضية. |

### أوروبا

#### أوروبا الوسطى
| البلد أو الإقليم | الوضعية القانونية |
| ---------------- | --- |
| كرواتيا          | قانوني وفي 6 ديسمبر 2013، أفيد بأن المصرف الوطني الكرواتي أجرى مناقشة بشأن تداول العملات الرقمية وخلص إلى أن بيتكوين قانوني في كرواتيا.:كرواتيا |
| جمهورية التشيك   | قانوني لا يتطلب تداول بيتكوين تصريحا من البنك الوطني التشيكي ولا يمكن للبنك الوطني التشيكي منح هذا الترخيص (2015). |
| ألمانيا          | قانوني في 19 أغسطس 2013، أعلنت وزارة المالية الألمانية أن بيتكوين هو الآن أساسا "وحدة حساب" ويمكن استخدامها لغرض الضرائب والتجارة في البلاد، وهذا يعني أن المشتريات التي تمت معها يجب أن تدفع ضريبة القيمة المضافة كما هو الحال مع معاملات اليورو. واضافت الوزارة انها لا تصنف كعملة أجنبية او اموال الكترونية ولكنها "اموال خاصة" يمكن استخدامها في "دوائر المقاصة المتعددة الاطراف". |
| بولندا           | قانوني استخدام البيتكوين في بولندا لا ينظمه أي قانون في الوقت الحاضر.:Poland أصدر زيمون وزنياك من وزارة المالية (بولندا) اعلانا رسميا حول شرعية بيتكوين في 18 ديسمبر 2013 في مؤتمر عقد في مدرسة وارسو للاقتصاد مشيرا إلى أن وزارة المالية لا تعتبر بيتكوين غير قانوني ولا تريد عرقلة تطويره. وأوضح أنه على الرغم من كونه قانوني، لا يمكن اعتبار البيتكوين عملة قانونية، وفي ضوء توجيهات الاتحاد الأوروبي، فإنه ليس أيضا من الأموال الإلكترونية. اعتبارا من 27 يناير 2015، أغلقت عدة بنوك حسابات عملاء يتداولون البيتكوين، وأشارت إلى "افتراض ارتكاب جريمة جنائية" كسبب، مع افتراض أن "جريمة جنائية" هي "تجارة العملات المعماة". اعتبارا من 7 يوليو 2017 أصدر البنك الوطني لبولندا (بنك بولندا الوطني) وهيئة الرقابة المالية (هيئة الرقابة المالية (بولندا) تعليقا على "العملات" الافتراضية. وأكدوا أن العملات الافتراضية (بما في ذلك بيتكوين): (1) لا تصدر أو تضمن من قبل البنك المركزي، (2) ليست مال، أي أنها ليست نقد قانوني ولا عملة، (3) لا يمكن أن تستخدم لدفع الالتزامات الضريبية ، (4) لا تفي بمعيار القبول العالمي في نقاط التسوق والخدمات، (5) ليست أموال إلكترونية، (6) ليست خدمات الدفع (من الناحية القانونية)، (7) ليست أدوات مالية (من الناحية القانونية). وأضافوا أن التداول في العملات الافتراضية في بولندا لا تنتهك القانون الوطني أو قانون الاتحاد الأوروبي، ومع ذلك، امتلاك "العملات" الافتراضية، ينطوي على العديد من المخاطر: (1) المخاطر المتعلقة باحتمال فقدان الأموال بسبب السرقة، (2) المخاطر المتعلقة عدم وجود ضمانات، (3) خطر عدم القبول العالمي، (4) المخاطر المتعلقة باحتمال الغش، (5) خطر ارتفاع الأسعار. وبسبب هذه المخاطر، يحذر البنك الوطني الكوري والكنيسة الوطنية من شراء العملات الافتراضية والاستثمار فيها. وNBP وKNF ندرك أن شراء وحيازة وبيع العملات الافتراضية من قبل الجهات التي تشرف عليها وKNF (مثل البنوك) ستكون مثقلة بمخاطر عالية، ولن تضمن إدارة مستقرة وحكيمة للمؤسسة المالية. وينبغي للمؤسسات المالية أن تتوخى الحذر بشأن المشاركة والتعاون مع كيانات "تداول" للعملة الافتراضية. |
| رومانيا          | قانوني اعتبارا من مارس 2015، ذكر بيان رسمي للبنك الوطني الروماني أن "استخدام العملات الرقمية كدفع ينطوي على مخاطر معينة بالنسبة للنظام المالي". |
| سلوفاكيا         | قانوني قال البنك الوطني السلوفاكي أن بيتكوين لا تملك السمات القانونية للعملة، وبالتالي لا تقع تحت السيطرة الوطنية. ولا تحدد التشريعات الأوروبية، بما في ذلك القانون السلوفاكي، الأنشطة المرتبطة بالعملة الافتراضية. وهذه الأنشطة لا تخضع للتنظيم والإشراف من قبل مصرف سلوفاكيا الوطني أو المصرف المركزي الأوروبي. وفي الوقت نفسه، يشير المكتب إلى أن أي شخص اعتباري أو شخص طبيعي في الجمهورية السلوفاكية لايجب أن يصدر أي أوراق مالية أو أي عملات أخرى. ويعاقب القانون على التصنيع غير المشروع للأوراق النقدية والقطع النقدية وتداولها. وفي هذا السياق، يشير مكتب الإحصاء الوطني إلى أن العملات الافتراضية ليست نظير مادي في شكل عملة قانونية والمشاركة في مثل هذا المخطط (العملة الافتراضية) هو على مسؤوليتك الخاصة. التبادل أو مشتريات العملات الافتراضية تمثل مخاطر للمستثمرين وأموال المستثمرين ليست محمية. وبالنسبة لأي تعويض عن الخسائر الناجمة عن عمليات التبادل أو الشراء هذه، فلا يوجد أي استحقاق قانوني. |
| سلوفينيا         | قانوني في 23 ديسمبر 2013 أعلنت وزارة المالية السلوفينية أن البيتكوين ليست عملة ولا أصل. ولا توجد ضريبة أرباح رأس المال على البيتكوين، ولكن يتم فرض ضريبة على تعدين البيتكوين والشركات التي تبيع السلع / الخدمات بالبيتكوين تخضع للضريبة أيضا. |
| سويسرا           | قانوني تخضع شركات بيتكوين في سويسرا لقوانين مكافحة غسل الأموال، وقد تحتاج في بعض الحالات إلى الحصول على ترخيص مصرفي. وفي 5 ديسمبر 2013، قدم 45 عضوا من البرلمان السويسري اقتراحا بشأن الاستدامة الرقمية يدعو الحكومة السويسرية إلى تقييم الفرص التي يتيحها القطاع المالي للبلد باستخدام البيتكوين. كما طلب توضيحا بشأن الوضع القانوني للعملات المعماة فيما يتعلق بقوانين القيمة المضافة والأوراق المالية ومكافحة غسل الأموال. واستجابة لمفاهيم البرلمان، أصدر المجلس الاتحادي السويسري (سويسرا) تقريرا عن العملات الافتراضية في يونيو 2014. ويذكر التقرير أنه نظرا لأن العملات الافتراضية ليست في فراغ قانوني، فقد خلص المجلس الاتحادي إلى أنه لا داعي لاتخاذ تدابير تشريعية في الوقت الحاضر. في عام 2016، أضافت زوغ بسويسرا البيتكوين كوسيلة لدفع رسوم المدينة، في اختبار ومحاولة لدفع زوغ كمنطقة تقدم التكنولوجيات المستقبلية. وتقوم شركة السكك الحديدية الفيدرالية السويسرية، وهي شركة سكك الحديد المملوكة للحكومة في سويسرا، ببيع بيتكوين في آلات التذاكر الخاصة بها. |

#### شمال أوروبا
| البلد أو الإقليم | الوضعية القانونية |
| ---------------- | --- |
| الدنمارك         | قانوني أصدرت هيئة الرقابة المالية الدنماركية بيانا أعلنت فيه أن البيتكوين ليس عملة وتشير إلى أنها لن تنظم استخدامه.:Denmark وفي 17 ديسمبر 2013، أصدرت هيئة الرقابة المالية في الدانمرك بيانا يكرر تحذير السلطة المصرفية الأوروبية. وبالإضافة إلى ذلك، تقول هيئة الرقابة المالية أن التعامل مع البيتكوين لا يقع تحت سلطتها التنظيمية، وبالتالي سلطة الرقابة المالية لا تمنع حاليا أي شخص من فتح مثل هذه الشركات. يقول المستشار القانوني لهيئة الرقابة المالية أن الدانمرك قد تنظر في تعديل التشريعات المالية القائمة لتغطية العملات الافتراضية. |
| استونيا          | قانوني في إستونيا، لا يتم تنظيم استخدام البيتكوين ولا تسيطر عليه الحكومة.:Estonia وخلصت وزارة المالية الاستونية أنه لا توجد عقبات قانونية لاستخدام العملات المعماة كالبيتكوين كطريقة للدفع. ولذلك يجب على التجار تحديد المشتري عند إقامة علاقة عمل أو إذا كان المشتري يحصل على أكثر من 1000 يورو من العملة في الشهر. |
| فنلندا           | قانوني أصدرت إدارة الضرائب الفنلندية تعليمات بفرض الضرائب على العملات الافتراضية، بما في ذلك البيتكوين.:Finland فبدلا من كونها عملة أو ضمان، تعتبر معاملة البيتكوين عقدا خاصا يعادل عقد الاختلاف لأغراض ضريبية. شراء السلع بالبيتكوين أو تحويل البيتكوين إلى العملة القانونية "يدرك" القيمة وأي زيادة في الأسعار ستكون خاضعة للضريبة. ومع ذلك، فإن الخسائر ليست قابلة للخصم من الضرائب. ويعتبر تعدين البيتكوين كدخل مكتسب. وذكر قرار مجلس الضرائب المركزي الفنلندي 034/2014 أن رسوم العمولة المفروضة على مشتريات البيتكوين من سوق الصرف هي، بموجب توجيهات ضريبة القيمة المضافة للاتحاد الأوروبي، خدمات مصرفية وبالتالي معفاة من ضريبة القيمة المضافة. وذلك لأن المحكمة صنفت بيتكوين كأدوات للدفع - في حين أن معظم البلدان تعامل استخدامها كوسيلة غير منظمة لتبادل السلع، أو حتى كجريمة. |
| آيسلندا          | قانوني ووفقا لرأي صادر عن مصرف آيسلندا المركزي لعام 2014، "لا يوجد إذن لشراء العملات الأجنبية من المؤسسات المالية في أيسلندا أو تحويل العملات الأجنبية عبر الحدود على أساس المعاملات التي تتم بالعملة الافتراضية، ولهذا السبب وحده، تخضع المعاملات بالعملات الإفتراضية لقيود في أيسلندا." هذا لا يوقف الشركات في أيسلندا من تعدين البيتكوين. وأكد البنك المركزي الأيسلندي أنه "يحظر الدخول في تداول العملات الأجنبية بالعملة الإلكترونية، وفقا لقانون الصرف الأجنبي الآيسلندي". في 12 مارس 2017 قام البنك المركزي بتعديل قواعده. وبموجب القواعد الجديدة، تم منح إعفاءات واسعة وعامة من القيود المفروضة على قانون الصرف الأجنبي رقم 87/1992 |
| ليتوانيا         | قانوني أصدر بنك ليتوانيا تحذيرا في 31 يناير 2014 أنه لا يعترف بالبيتكوين كعملة قانونية في ليتوانيا وأن مستخدمي البيتكوين يجب أن يكونوا على بينة من المخاطر العالية التي تأتي مع استخدامه. |
| النرويج          | قانوني وذكرت إدارة الضرائب النرويجية في ديسمبر 2013 أنها لا تتعرف بالبيتكوين كأموال ولكن تعتبره أصلا. تخضع الأرباح لضريبة الثروة. وفي مجال الأعمال التجارية، استخدام البيتكوين يقع تحت قانون ضريبة المبيعات. ذكرت الحكومة النرويجية في فبراير 2017 أنها لن تفرض ضريبة القيمة المضافة على شراء أو بيع بيتكوين. |
| روسيا            | قانوني اعتبارا من نوفمبر 2016 البيتكوين لا يعتبر"غير قانوني" وفقا لدائرة الضرائب الاتحادية في روسيا. في سبتمبر 2017 قالت رئيسة البنك المركزي الروسي إلفيرا نابيولينا إنها تعارض بشكل قاطع تنظيم العملات المعماة كأموال، كوسيلة يمكن من خلالها الدفع مقابل السلع والخدمات، وضد مكافئتها بالعملات الأجنبية. قال نائب وزير المالية الروسي اليكسى مويسيف في نفس الوقت انه "من المحتمل ان يكون من غير القانونى" قبول الفع بالعملات المعماة. |
| السويد           | قانوني وقد أصدرت مصلحة الضرائب السويدية حكما أوليا بشأن ضريبة القيمة المضافة على البيتكوين، مشيرة إلى أن التجارة بالبيتكوين لا تخضع لضريبة القيمة المضافة السويدية، بل تخضع بدلا من ذلك لسلطة الرقابة المالية وتعامل كعملة. وقد استأنفت مصلحة الضرائب السويدية هذا القرار.:Sweden الولاية القضائية السويدية بشكل عام مواتية جدا لشركات البيتكوين والمستخدمين بالمقارنة مع بلدان أخرى داخل الاتحاد الأوروبي وبقية العالم. قامت الهيئة الرقابية والإشرافية الحكومية وهيئة الرقابة المالية (السويد) (فينانزينسبكتيونن) بإضفاء الشرعية على الصناعة سريعة النمو من خلال الإعلان العلني عن البيتكوين والعملات الرقمية الأخرى كوسيلة للدفع. بالنسبة إلى بعض الشركات التي تتفاعل مع الأموال الشرائية (أساسا التبادلات)، تفرض اللائحة الحالية ضرورة تقديم طلب للحصول على الموافقة / الترخيص، ويجب اتباع جميع قوانين مكافحة غسل الأموال وتمويل الإرهاب المطبقة على مقدمي الخدمات المالية الأكثر تقليدية. |

#### جنوب أوروبا
| البلد أو الإقليم | الوضع القانوني |
| ---------------- | --- |
| البوسنة والهرسك  | قانوني لا يوجد قانون ينظم استخدام البيتكوين. |
| بلغاريا          | قانوني يتم تنظيم البيتكوين بموجب القانون الذي يناقش أنظمة الدفع وخدمات الدفع. |
| اليونان          | قانوني لا توجد تشريعات محددة بشأن البيتكوين في اليونان.:Greece |
| إيطاليا          | قانوني إيطاليا لا تنظم استخدام البيتكوين من قبل الأفراد.:Italy |
| مالطا            | قانوني مالطة حاليا ليس لديها أي قوانين تتعلق تحديدا بالبيتكوين.:Malta في عام 2017، أعلن رئيس وزراء البلاد جوزيف موسكات الموافقة على استراتيجية وطنية لتعزيز تكنولوجيا البيتكوين وسلسلة الكثل. وتناول موسكات على وجه التحديد قدرة سلسلة كثل البيتكوين على التعامل مع البيانات الحساسة وتخزينها ومعالجتها في نظام بيئي غير قابل للتغيير ولامركزي. |
| البرتغال         | قانوني ليس لدى بيتكوين أي إطار قانوني محدد في البرتغال.:Portugal |
| إسبانيا          | قانوني تخضع المعاملات بالبيتكوين لنفس القوانين معاملات المقايضة.:Spain |
| تركيا            | قانوني لا يتم تنظيم البيتكوين لأنها لا تعتبر أموال إلكترونية وفقا للقانون.:Turkey |

#### أوروبا الغربية
| البلد أو الإقليم | الوضع القانوني |
| ---------------- | --- |
| بلجيكا           | قانوني أشار وزير المالية إلى أن التدخل الحكومي فيما يتعلق بنظام البيتكوين لا يبدو ضروريا في الوقت الحاضر.:Belgium |
| فرنسا            | قانوني أصدرت وزارة المالية الفرنسية قوانين في 11 يوليو 2014 المتعلقة بتشغيل المهنيين للعملة الافتراضية، والتبادلات، والضرائب. |
| ايرلندا          | قانوني قال البنك المركزي الايرلندي في جمعية ايرلندا انه لا ينظم البيتكوين.:Ireland |
| لوكسمبورغ        | قانوني أصدرت لجنة مراقبة القطاع المالي بلاغا في فبراير 2014 تعترف بوضع عملةوغيرها من العملات المعماة. The first BitLicence was issued in October 2015, وتدعم الحكومة بنشاط هذا التطور. |
| هولندا           | قانوني العملات الافتراضية مثل البيتكوين حاليا لا تقع في نطاق قانون الرقابة المالية في هولندا.:Netherlands |
| المملكة المتحدة  | قانوني ذكرت حكومة المملكة المتحدة أن البيتكوين غير منظم حاليا ويعامل على أنه "عملة أجنبية" لمعظم الأغراض، بما في ذلك ضريبة القيمة المضافة / ضريبة السلع والخدمات.:United Kingdom يتم التعامل مع البيتكوين على أنه "مال خاص". عندما يتم تبادل البيتكوين للإسترليني أو للعملات الأجنبية، مثل اليورو أو الدولار، لن يكون هناك ضريبة القيمة المضافة المستحقة على قيمة البيتكوين نفسه. ومع ذلك، في جميع الحالات، سوف يكون من المقرر ضريبة القيمة المضافة بالطريقة العادية من الموردين لأي سلع أو خدمات يتم بيعها مقابل البيتكوين أو أي عملة معماة مماثلة أخرى. تخضع الأرباح والخسائر من العملات المعماة لضريبة الأرباح الرأسمالية. |

### أوقيانوسيا

#### أستراليا
| البلد أو الإقليم | الوضعية القانونية |
| ---------------- | --- |
| استراليا         | قانوني في ديسمبر 2013، أشار محافظ بنك الاحتياطي الأسترالي في مقابلة حول قانونية بيتكوين قائلا: "لن يكون هناك شيء لوقف الناس في هذا البلد عن التعامل ببعض العملات الأخرى في متجر إذا أرادوا ذلك، وليس هناك قانون ضد ذلك، لذلك لدينا عملات متنافسة." أكدت أستراليا رسميا أنها سوف تعامل البيتكوين "تماما مثل المال" في 1 يوليو 2017 وأنها لن تخضع لضرائب مزدوجة. |
| نيوزيلندا        | قانوني قال بنك الاحتياطي النيوزيلندي: "لا تحتاج المؤسسات غير المصرفية لموافقتنا على المخططات التي تنطوي على تخزين و/ أو نقل القيمة (مثل" بيتكوين ")، طالما أنها لا تنطوي على إصدار العملة المتداولة الفعلية (الاوراق والقطع النقدية).":New Zealand |

## هوامش
1. ↑  Translated from: ...bitcoin nespĺňa atribúty meny v právnom zmysle (jeho platnosť na určitom území nie je mocensky ustanovená, právny poriadok neupravuje jej obeh ani ochranu), zastávame názor, že ho nie je možné označovať za menu.